# Friedrich Soltau

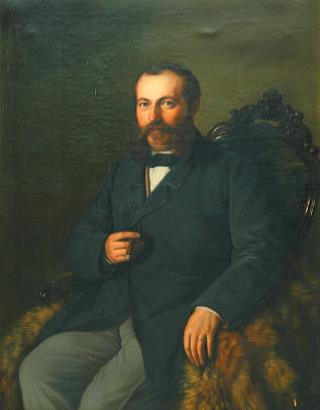
Bildnis des Kommerzienrates Soltau von Pauline Soltau, 1878

Friedrich Soltau, vollständig Carl Ludwig Friedrich Soltau (* 1. September 1813 in Wismar; † um 1893 in Schwerin) war ein deutscher Volkswirtschaftler, Politiker und Philologe.

## Leben
Friedrich Soltau war Sohn des Schreib- und Rechenmeisters an der Großen Stadtschule Wismar Johann Anton Friedrich Soltau (1787–1847). Er besuchte von 1829 bis 1833 die Landesschule Pforta und studierte an den Universitäten Leipzig, Berlin, Heidelberg und ab 1836 Rostock. 1837 war er hier einer der Stifter des Corps Hanseatia Rostock. Er arbeitete zunächst als Ökonom auf verschiedenen mecklenburgischen Gütern und war ab 1845 Mitglied im Vorstand der Mecklenburgischen Eisenbahngesellschaft. Nach dem Tod seines Vaters zog er 1847 nach Schwerin.
Am 20. Oktober 1848 wurde der Eisenbahn-Bureau-Chef Soltau als Abgeordneter des Schweriner Wahlkreises zum Mitglied der konstituierenden Abgeordneten-Kammer von Mecklenburg-Schwerin gewählt; er wurde Vorsitzender ihres Volkswirtschaftlichen Ausschusses. Mit Auflösung der Kammer als Folge des Freienwalder Schiedsspruchs war seine politische Karriere zu Ende. Er entwarf 1850 das Statut und die mathematischen Grundlagen der Mecklenburgischen Lebens-Versicherungs- und Sparbank, deren erster Generalbevollmächtigter er nach der Gründung 1853 bis 1884 war. 1884 ging er aus gesundheitlichen Gründen in Pension, widmete sich philologischen Studien und war Mitarbeiter verschiedener Zeitschriften. Von 1868 bis 1887 war er Mitglied des Vereins für Mecklenburgische Geschichte und Altertumskunde.
Seit 1858 war er in zweiter Ehe verheiratet mit der Geigerin und Malerin Pauline, geb. Suhrlandt, der Tochter des Schweriner Hofmalers Rudolph Suhrlandt. Er kümmerte sich um den künstlerischen Nachlass seines Schwiegervaters und vermittelte 1880 den Ankauf von 103 Bildniszeichnungen Suhrlandts durch Max Jordan für das Kupferstichkabinett Berlin. Seine Bemühungen um eine Biographie Suhrlandts durch den Tischbein-Biographen Carl Schiller blieben jedoch erfolglos.

## Auszeichnungen
- Titel Geheimer Kommerzienrat

## Werke
- Über die Reform des Mecklenburgischen Steuerwesens. Ein Vortrag. 1846
- Unser Recht der Abgeordneten-Wahl und dessen Garantie. Politisches Bekenntniß. 1848
- Einige Bemerkungen zu der, der Mecklenburgischen Abgeordneten-Kammer von der Regierung übergebenen Uebersicht der Finanzlage des Großherzogthums Mecklenburg-Schwerin. 1848
- Ein Urtheil über den der Landesregierung und der Abgeordneten-Versammlung in Schwerin von einer Gesellschaft zu Rostock vorgelegten Entwurf zu den Statuten einer in Rostock zu begründenden Meklenburger Bank. In: Der mecklenburgische Landtagsbote. 1849
- Ueber den ersten Theil von Göthe’s Faust. Ein Vortrag gehalten im wissenschaftlich-geselligen Vereine zu Wismar. 1848

Digitalisat, Bayerische Staatsbibliothek
- Neueste Zustände und Ereignisse in Mecklenburg. Politisch-, ökonomisch und sozialgeschichtlich nach den autenthischen Quellen. Schwerin: Kürschner 1851

Erster Teil: Die Zeit der revolutionären Bewegung und ihre Vorgeschichte 1843-1850. Digitalisat
- Die Mythen- und Sagen-Kreise im Homerischen Schiffer-Epos genannt Odyssee, desgleichen der Ilias, wie auch der Argonauten-Sage. 1887
- Zur Erklärung der Sprache des Volkes der Scythen. 1887
- Zur Erklärung der in Punischer Sprache gehaltenen Reden des Karthaginensers Hanno. 1889
- Die Homerische Odyssee, bei Scheidung des Inhalts derselben in zwei Hauptabteilungen und sechs Unterabteilungen aus dem Griechischen metrisch ins Deutsche übertragen und mit erläuternden Bemerkungen versehen. 2 Bände Berlin: Norddeutscher Verlag 1891

Digitalisat von Band 1, New York Public Library
Digitalisat von Band 2, New York Public Library